# 酒井忠惇
酒井 忠惇（さかい ただとし／ただとう）は、江戸時代末期の旗本、大名、明治時代の日本の華族（男爵）。
雅楽頭系酒井家宗家17代目当主で、慶応3年（1867年）に兄酒井忠績の隠居で播磨姫路藩の第9代藩主を襲封し、江戸幕府の老中となったが、慶応4年（1868年）の鳥羽伏見の戦いで徳川慶喜に従って江戸に逃亡したため官位褫奪・蟄居となる。明治2年（1869年）に赦免され、明治13年（1880年）11月に姫路酒井家から忠績とそれぞれに分家、明治22年（1889年）5月に揃って華族の男爵に叙された。

## 生涯
姫路藩主家分家の御小姓組番頭・酒井忠誨（5000石）の四男として江戸に生まれる。母は家女。
文久元年（1861年）12月に5500石の寄合旗本・酒井忠夏の養子となり、文久3年（1863年）10月4日に家督を相続、12月15日に御使番に任命される。翌元治元年（1864年）6月28日に御使番在任のまま箱根関所の見廻りを命じられ、7月2日に箱根へ出発し、8月2日に江戸に戻る。6日に本家を継いで姫路藩主となっていた兄・酒井忠績の養子となり、13日に諱を忠優と改め、19日に通称を勘解由と改める。10月27日に従五位下・河内守に叙任、同日に従四位下に叙される。慶応元年（1865年）4月15日に溜間詰に列せられ、5月15日、侍従に任じられる。
慶応3年（1867年）2月28日、兄の隠居により姫路藩主となり、諱を忠惇に改める。3月2日に雅楽頭に任じられ、12月30日に老中に任命される。しかし慶応4年（1868年）1月に始まった戊辰戦争の鳥羽・伏見の戦いで徳川慶喜ら幕府側に与したため2月5日に老中を罷免された上、3月7日には官位を剥奪され、入京も禁止される。さらに5月20日に明治新政府から隠居謹慎を命じられ、
分家の伊勢崎藩から酒井忠邦を養子に迎えて家督を譲った。そして明治元年（1868年）12月12日、駿府の徳川亀之助（後の家達）へ預けとなり、翌明治2年（1869年）9月28日に蟄居預かりを解かれる。明治4年（1871年）2月3日、兄と同じく静岡藩士族・酒井録四郎忠恕（忠績と忠惇の間の兄弟）方へ終身同居することを許される。
明治5年（1872年）1月6日、従五位に叙される。明治9年（1876年）4月12日、宗家の忠邦方へ復籍する。明治13年（1880年）5月18日に従四位に叙され、11月18日に分家して終身華族に列せられる。明治22年（1889年）5月11日に永世華族に列せられ、男爵を授与される。6月17日、東京上野東照宮副祀官に任命される。6月26日、正四位に叙される。明治23年（1890年）12月27日、上野東照宮副祀官を辞職する。明治26年（1893年）10月21日に久能山東照宮宮司に任命され、明治29年（1896年）1月28日まで勤める。
明治32年（1899年）6月20日に従三位、明治40年（1907年）11月11日に正三位に叙され、同日薨去。享年69。

## 栄典
- 1889年（明治22年）5月11日 - 男爵[3]
- 1907年（明治40年）11月11日 - 正三位[4]